# Kariyanahalli, Kadur
Kariyanahalli là một làng thuộc tehsil Kadur, huyện Chikmagalur, bang Karnataka, Ấn Độ.